# Karl Edvard Diriks

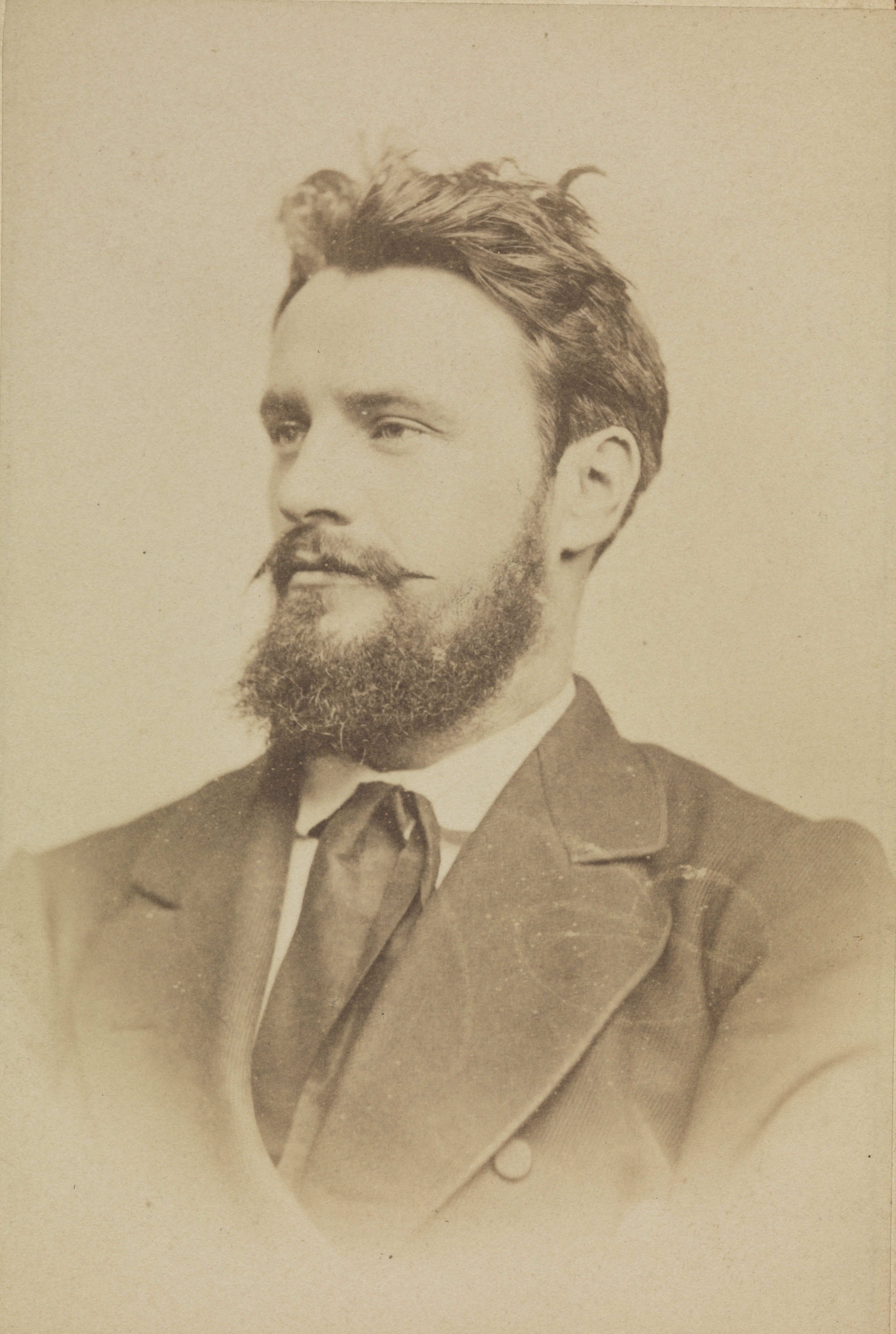
Karl Edvard Diriks.

Karl Edvard Diriks, född den 9 januari 1855 i Kristiania (nuvarande Oslo), död där den 17 mars 1930, var en norsk konstnär. Han var sonson till juristen Christian Adolph Diriks, son till ämbetsmannen Christian Ludvig Diriks och gift med den svensk-norska konstnären Anna Diriks.

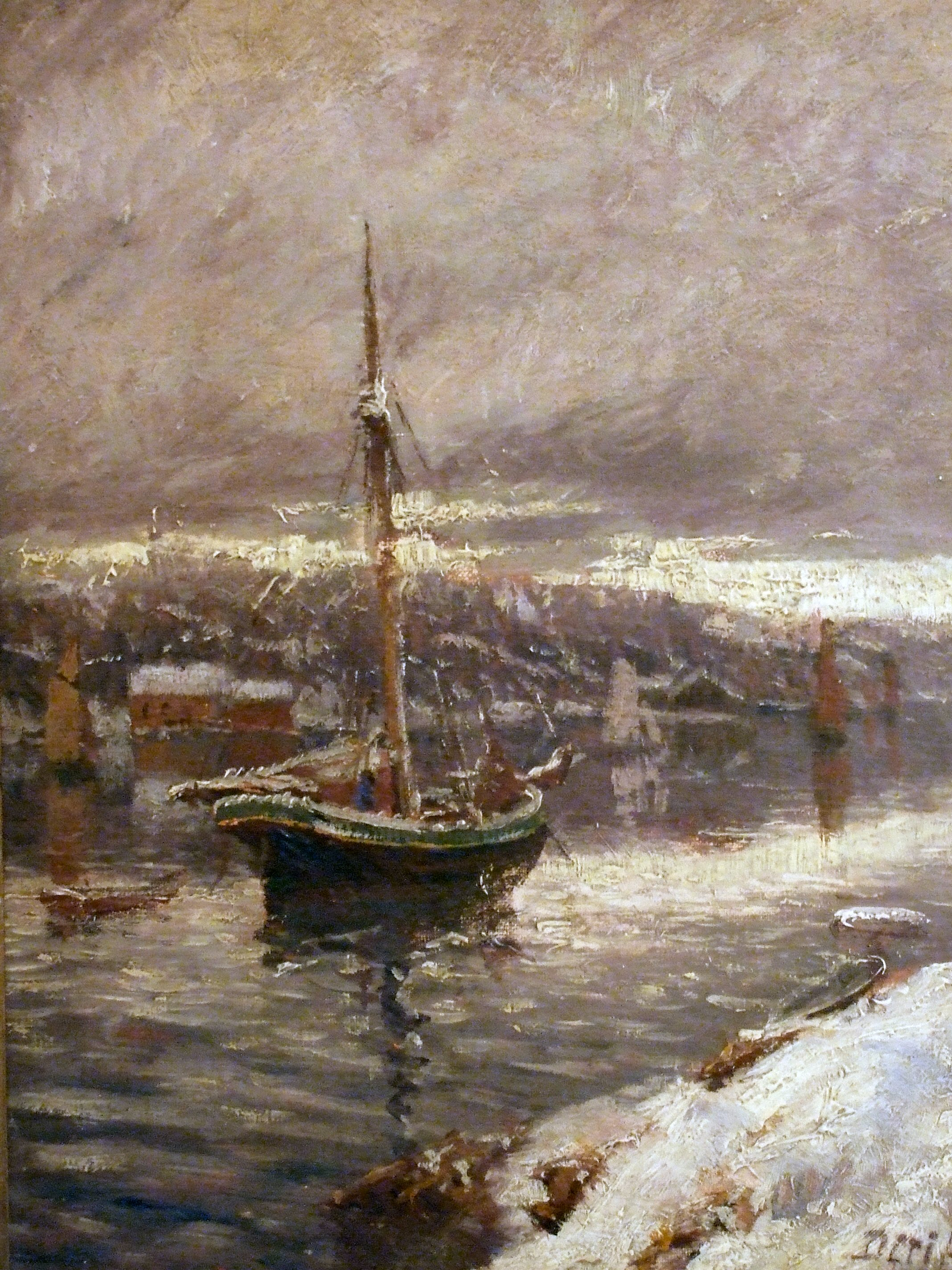
Karl Edvard Dirks, Vinterstemning fra Drøbaksundet.

Diriks studerade först arkitektur, men småningom övergick han till måleriet. Han var under många år bosatt i Frankrike och tog starkt intryck av impressionismen samt stod för övrigt i nära kontakt med fransk konstliv men var trots detta typisk norsk i sin konst. Han valde med förkärlek sina motiv från den norska kusten och skildrade den helst i hårt väder, storm och snö, såsom Brygga i storm på Bergen Museum. Diriks arbeten väckte internationell uppmärksamhet, särskilt i Frankrike. Diriks intresserade sig mer för ljus, luft och rörelse i sina motiv, och mindre för detaljåtergivningen. Han blev officer av Hederslegionen 1920.